# Liga Sudamericana Femenina de Clubes de Básquetbol de 2021
La Liga Sudamericana Femenina de Clubes de Básquetbol 2021 fue la cuarta edición de este torneo con esta denominación si se considera la edición del 2002, y es la 19.° edición en general de la competencia continental para clubes de básquetbol femenino. Originalmente se iba a disputar del 11 de marzo al 3 de abril de 2021. Sin embargo, el grupo A y el Final Four se pospusieron. Defensor Sporting de Uruguay, Leonas de Chile y Amazonas de Venezuela desistieron de participar del torneo poco antes del mismo y sus cupos fueron reemplazados por Victoria Cogarol de Ecuador, Lobas de Chile y Pastoras de Lara respectivamente.
Debido a las medidas para contener la pandemia de covid-19, la Consubasquet tomó la decisión de cambiar una de las sedes de la competición, específicamente la Sede de Santiago del Estero ahora se jugará en la ciudad de Viña del Mar. Sin embargo; la Consubasquet decidió en septiembre que el torneo se cancelara de manera definitiva.

## Equipos participantes
| País              | Equipos                                   | Vía de clasificación |
| ----------------- | ----------------------------------------- | --- |
| Argentina 2 cupos | Deportivo Berazategui Quimsa              | Campeón del primer torneo de la temporada 2019 de la Liga Femenina Subcampeón del primer torneo de la temporada 2019 de la Liga Femenina |
| Bolivia 1 cupo    | Club Atlético Ramallo Lafuente (Carl A-Z) | Campeón de la Liga Boliviana de Básquetbol Femenino 2019                                                                                 |
| Brasil 1 cupo     | Sodie Doces/LSB RJ                        | Representante Río de Janeiro |
| Chile 2 cupo      | Club Gimnástico Club Deportivo Lobas      | Subcampeón Liga Nacional Femenina de Básquetbol de Chile 2019 Invitado local                                                             |
| Colombia 1 cupo   | Leonas Inder                              | Campeón de la Liga Superior de Baloncesto Femenino 2020                                                                                  |
| Ecuador 1 cupo    | Audaz Octubrino Victoria Cogarol          | Campeón Liga Nacional Baloncesto Femenino 2020 Subcampeón Liga Nacional Baloncesto Femenino 2020                                         |
| Paraguay 1 cupo   | Leonas Guaraníes                          | |
| Uruguay 1 cupo    | Malvín                                    | Campeón Liga Femenina de Básquetbol 2019                                                                                                 |
| Venezuela 1 cupo  | Pastoras de Lara                          | |

## Modo de disputa
El torneo está dividido en dos etapas; la ronda preliminar y el cuadrangular final.
Primera ronda
Los doce participantes se dividen en tres grupos con tres sedes, una por grupo, donde disputan partidos dentro de cada grupo. A fin de puntuar, cada equipo recibe 2 puntos por victoria y uno por derrota. Los tres primeros de cada grupo avanzan al cuadrangular final más el mejor segundo de los tres grupos, mientras que los demás dejan de participar.
Las sedes fueron:
- Grupo A: Viña del Mar, Chile, del 11 al 13 de marzo
- Grupo B: Medellín, Colombia, del 18 al 20 de marzo
- Grupo C: Buenos Aires, Argentina, del 25 al 27 de marzo

Final Four
Los cuatro equipos clasificados se enfrentan en un cuadrangular todos contra todos. El ganador de dicho cuadrangular es considerado campeón. La sede esta aún por confirmar.

## Primera fase

### Grupo A
| Pos. | Equipo      | Pts | PJ | PG | PP | PF | PC | Dif |
| ---- | ----------- | --- | -- | -- | -- | -- | -- | --- |
| 1.   | Gimnástico  |     |    |    |    |    |    |     |
| 2.   | Lobas       |     |    |    |    |    |    |     |
| 3.   | Malvín      |     |    |    |    |    |    |     |
| 4.   | Sodie Doces |     |    |    |    |    |    |     |

|  | Clasificado a la siguiente ronda. |

Los horarios corresponde al huso horario de Santiago de Chile, UTC –3:00.
| 1 de abril | Lobas                 | vs.     | Sodie Doces  | Santiago de Chile                                   |  |
|            | Parciales: -, -, -, - |         |              |                                                     |  |
|            | Estadísticas          | Pts Reb | Estadísticas | Pabellón: Estadio del Comité Olímpico Árbitros: * - |  |

| 1 de abril | Gimnástico            | vs.     | Malvín       | Santiago de Chile                                   |  |
|            | Parciales: -, -, -, - |         |              |                                                     |  |
|            | Estadísticas          | Pts Reb | Estadísticas | Pabellón: Estadio del Comité Olímpico Árbitros: * - |  |

| 2 de abril | Malvín                | vs.     | Sodie Doces  | Santiago de Chile                                   |  |
|            | Parciales: -, -, -, - |         |              |                                                     |  |
|            | Estadísticas          | Pts Reb | Estadísticas | Pabellón: Estadio del Comité Olímpico Árbitros: * - |  |

| 2 de abril | Gimnástico            | vs.     | Lobas        | Santiago de Chile                                   |  |
|            | Parciales: -, -, -, - |         |              |                                                     |  |
|            | Estadísticas          | Pts Reb | Estadísticas | Pabellón: Estadio del Comité Olímpico Árbitros: * - |  |

| 3 de abril | Lobas                 | vs.     | Malvín       | Santiago de Chile                                   |  |
|            | Parciales: -, -, -, - |         |              |                                                     |  |
|            | Estadísticas          | Pts Reb | Estadísticas | Pabellón: Estadio del Comité Olímpico Árbitros: * - |  |

| 3 de abril | Gimnástico            | vs.     | Sodie Doces  | Santiago de Chile                                   |  |
|            | Parciales: -, -, -, - |         |              |                                                     |  |
|            | Estadísticas          | Pts Reb | Estadísticas | Pabellón: Estadio del Comité Olímpico Árbitros: * - |  |

### Grupo B
| Pos. | Equipo           | Pts | PJ | PG | PP | PF  | PC  | Dif |
| ---- | ---------------- | --- | -- | -- | -- | --- | --- | --- |
| 1.   | Audaz Octubrino  | 6   | 3  | 3  | 0  | 208 | 183 | +25 |
| 2.   | Leonas Inder     | 5   | 3  | 2  | 1  | 225 | 201 | +24 |
| 3.   | Pastoras de Lara | 4   | 3  | 1  | 2  | 205 | 241 | -36 |
| 4.   | Carl A-Z         | 3   | 3  | 0  | 3  | 205 | 218 | -13 |

|  | Clasificado a la siguiente ronda. |

Los horarios corresponde al huso horario de Medellín, UTC –5:00.
| 18 de marzo, 16:00 | Audaz Octubrino                                                  | 71–56                | Pastoras de Lara                                                | Medellín |  |
|                    | Parciales: 13-9, 11-24, 22-13, 25-10                             |                      |                                                                 | |  |
|                    | Estadísticas Shacobia Barbee 18 Shacobia Barbee 9 Maria Olives 3 | Reporte Pts Reb Asts | Estadísticas 11 Genesis Rivera 9 Ivaney Marquez 6 Waleska Perez | Pabellón: Coliseo Iban de Beout o Universidad de Medellín Árbitros: * Mauricio Chinchilla * Carol Garcia * Jose De Maria |  |

| 18 de marzo, 19:00 | Leonas Inder                                                 | 67–66                | Carl A-Z                                                         | Medellín |  |
|                    | Parciales: 16-22, 25-16, 15-15, 11-13                        |                      |                                                                  | |  |
|                    | Estadísticas Yaneth Arias 23 Yaneth Arias 10 Jenifer Muñoz 6 | Reporte Pts Reb Asts | Estadísticas 29 Katrina Pardee 7 Lydia Baxter 4 Romina Rodríguez | Pabellón: Coliseo Iban de Beout o Universidad de Medellín Árbitros: * Américo Rodríguez * Jarby Loaiza * Samanta Fiallos |  |

| 19 de marzo, 16:00 | Audaz Octubrino                                                    | 67–62                | Carl A-Z                                                      | Medellín |  |
|                    | Parciales: 20-9, 19-20, 17-19, 11-14                               |                      |                                                               | |  |
|                    | Estadísticas Shacobia Barbee 22 Jacinta Monroe 12 Jacinta Monroe 4 | Reporte Pts Reb Asts | Estadísticas 26 Katrina Pardee 16 Lydia Baxter 3 Nicole Rojas | Pabellón: Coliseo Iban de Beout o Universidad de Medellín Árbitros: * Américo Rodríguez * Carol Garcia * Jose De Maria |  |

| 19 de marzo, 19:00 | Leonas Inder                                                | 93–65                | Pastoras de Lara                                                 | Medellín |  |
|                    | Parciales: 25-13, 26-21, 23-16, 19-15                       |                      |                                                                  | |  |
|                    | Estadísticas Jenifer Muñoz 21 Yuliani Paz 8 Jenifer Muñoz 6 | Reporte Pts Reb Asts | Estadísticas 21 Yosimar Corrales 7 Nohelia Chile 4 Waleska Perez | Pabellón: Coliseo Iban de Beout o Universidad de Medellín Árbitros: * Mauricio Chinchilla * Jarby Loaiza * Samanta Fiallos |  |

| 20 de marzo, 16:00 | Pastoras de Lara                                                      | 84–77                | Carl A-Z                                                     | Medellín |  |
|                    | Parciales: 23-22, 19-18, 19-20, 23-17                                 |                      |                                                              | |  |
|                    | Estadísticas Yosimar Corrales 29 Yosimar Corrales 11 Ivaney Marquez 6 | Reporte Pts Reb Asts | Estadísticas 24 Katrina Pardee 9 Lydia Baxter 5 Nicole Rojas | Pabellón: Coliseo Iban de Beout o Universidad de Medellín Árbitros: * Mauricio Chinchilla * Carol Garcia * Samanta Fiallos |  |

| 20 de marzo, 19:00 | Leonas Inder                                                      | 65–70                | Audaz Octubrino                                                      | Medellín |  |
|                    | Parciales: 17-16, 18-15, 20-17, 10-22                             |                      |                                                                      | |  |
|                    | Estadísticas Yulieth Palomeque 13 Jenifer Muñoz 12 Yaneth Arias 6 | Reporte Pts Reb Asts | Estadísticas 22 Jacinta Monroe 12 Jacinta Monroe 5 Veronica Preciado | Pabellón: Coliseo Iban de Beout o Universidad de Medellín Árbitros: * Américo Rodríguez * Jarby Loaiza * Jose De Maria |  |

### Grupo C
| Pos. | Equipo                | Pts | PJ | PG | PP | PF  | PC  | Dif |
| ---- | --------------------- | --- | -- | -- | -- | --- | --- | --- |
| 1.   | Deportivo Berazategui | 6   | 3  | 3  | 0  | 200 | 164 | +36 |
| 2.   | Quimsa                | 5   | 3  | 2  | 1  | 190 | 168 | +22 |
| 4.   | Victoria Cogarol      | 4   | 3  | 1  | 2  | 177 | 197 | -20 |
| 3.   | Leonas Guaraníes      | 3   | 3  | 0  | 3  | 169 | 207 | -38 |

|  | Clasificado a la siguiente ronda. |

Los horarios corresponde al huso horario de Buenos Aires, UTC –3:00.
| 25 de marzo, 18:00 | Berazategui                                                       | 81–62                | Victoria Cogarol                                             | Buenos Aires                                                                                                 |  |
|                    | Parciales: 23-12, 17-9, 25-23, 16-18                              |                      |                                                              | |  |
|                    | Estadísticas Candela Gentinetta 13 Julieta Armesto 8 Sofia Wolf 3 | Reporte Pts Reb Asts | Estadísticas 18 Tatyana Troina 6 Marina Kress 4 Maria Garcia | Pabellón: Estadio Ciudad de Santiago del Estero Árbitros: * Maria Comodaro * Daniel Jiménez * Maria Gonzalez |  |

| 25 de marzo, 21:00 | Quimsa                                                                  | 77–64                | Leonas Guaraníes                                              | Buenos Aires |  |
|                    | Parciales: 9-17, 23-12, 22-18, 23-17                                    |                      |                                                               | |  |
|                    | Estadísticas Luciana De La Barba 19 Johanna Puchetti 10 Sofia Cabrera 5 | Reporte Pts Reb Asts | Estadísticas 21 Marta Peralta 11 Julia Torres 5 Maria Pereira | Pabellón: Estadio Ciudad de Santiago del Estero Árbitros: * Enzo Fernandez * Alan Dos Santos * Gastón Rodríguez |  |

| 26 de marzo, 18:00 | Berazategui                                                     | 73–57                | Leonas Guaraníes                                               | Buenos Aires                                                                                                   |  |
|                    | Parciales: 18-14, 16-14, 19-12, 20-17                           |                      |                                                                | |  |
|                    | Estadísticas Sofia Wolf 16 Candela Gentinetta 9 Maria Cabañez 3 | Reporte Pts Reb Asts | Estadísticas 15 Paula Reggiardo 8 Julia Torres 3 Maria Pereira | Pabellón: Estadio Ciudad de Santiago del Estero Árbitros: * Maria Comodaro * Gastón Rodríguez * María González |  |

| 26 de marzo, 21:00 | Quimsa                                                                      | 68–58                | Victoria Cogarol                                                      | Buenos Aires                                                                                                  |  |
|                    | Parciales: 17-17, 14-17, 26-7, 11-17                                        |                      |                                                                       | |  |
|                    | Estadísticas Luciana De La Barba 15 Celia Fiorotto 15 Luciana De La Barba 3 | Reporte Pts Reb Asts | Estadísticas 15 Diamond Richardson 19 Tatyana Troina 5 Tatyana Troina | Pabellón: Estadio Ciudad de Santiago del Estero Árbitros: * Enzo Fernandez * Alan Dos Santos * Daniel Jiménez |  |

| 27 de marzo, 18:00 | Leonas Guaraníes                                              | 48–57                | Victoria Cogarol                                               | Buenos Aires                                                  |  |
|                    | Parciales: 12-15, 15-16, 12-7, 9-19                           |                      |                                                                |                                                               |  |
|                    | Estadísticas Julia Torres 18 Marta Peralta 12 Marta Peralta 3 | Reporte Pts Reb Asts | Estadísticas 18 Tatyana Troina 12 Tatyana Troina 6 Doris Lasso | Pabellón: Estadio Ciudad de Santiago del Estero Árbitros: * - |  |

| 27 de marzo, 21:00 | Quimsa                                                                 | 45–46                | Berazategui                                                       | Buenos Aires                                                  |  |
|                    | Parciales: 14-14, 12-8, 10-13, 9-11                                    |                      |                                                                   |                                                               |  |
|                    | Estadísticas Luciana De La Barba 13 Johanna Puchetti 10 Manuela Rios 7 | Reporte Pts Reb Asts | Estadísticas 11 Candela Gentinetta 10 Maria Cabañez 2 Rocio Cejas | Pabellón: Estadio Ciudad de Santiago del Estero Árbitros: * - |  |

### Tabla de segundos
| Grupo | Equipo       | Pts | PJ | PG | PP | PF  | PC  | Dif |
| ----- | ------------ | --- | -- | -- | -- | --- | --- | --- |
| A     |              |     |    |    |    |     |     |     |
| B     | Leonas Inder | 5   | 3  | 2  | 1  | 225 | 201 | +24 |
| C     | Quimsa       | 5   | 3  | 2  | 1  | 190 | 168 | +22 |

|  | Clasificado a la siguiente fase del torneo. |

## Segunda fase, final four
| Pos. | Equipo                | Pts | PJ | PG | PP | PF | PC | Dif |
| ---- | --------------------- | --- | -- | -- | -- | -- | -- | --- |
| 1.   | Audaz Octubrino       |     |    |    |    |    |    |     |
| 2.   | Deportivo Berazategui |     |    |    |    |    |    |     |
| 3.   | Bandera de ?          |     |    |    |    |    |    |     |
| 4.   | Bandera de ?          |     |    |    |    |    |    |     |

| (C) | Campeón. |

| 8 de abril | Bandera de ?          | vs.     | Bandera de ? |               |  |
|            | Parciales: -, -, -, - |         |              |               |  |
|            | Estadísticas          | Pts Reb | Estadísticas | Árbitros: * - |  |

| 8 de abril | Bandera de ?          | vs.     | Bandera de ? |               |  |
|            | Parciales: -, -, -, - |         |              |               |  |
|            | Estadísticas          | Pts Reb | Estadísticas | Árbitros: * - |  |

| 9 de abril | Bandera de ?          | vs.     | Bandera de ? |               |  |
|            | Parciales: -, -, -, - |         |              |               |  |
|            | Estadísticas          | Pts Reb | Estadísticas | Árbitros: * - |  |

| 9 de abril | Bandera de ?          | vs.     | Bandera de ? |               |  |
|            | Parciales: -, -, -, - |         |              |               |  |
|            | Estadísticas          | Pts Reb | Estadísticas | Árbitros: * - |  |

| 10 de abril | Bandera de ?          | vs.     | Bandera de ? |               |  |
|             | Parciales: -, -, -, - |         |              |               |  |
|             | Estadísticas          | Pts Reb | Estadísticas | Árbitros: * - |  |

| 10 de abril | Bandera de ?          | vs.     | Bandera de ? |               |  |
|             | Parciales: -, -, -, - |         |              |               |  |
|             | Estadísticas          | Pts Reb | Estadísticas | Árbitros: * - |  |